# 마이클 피츠제럴드
마이클 제임스 피츠제럴드(영어: Michael James Fitzgerald, 1988년 9월 17일 ~ )는 일본의 뉴질랜드 출신 축구 선수이다. 포지션은 수비수이며 현재는 J2리그의 알비렉스 니가타 소속이다. 일본어 이름은 피츠제럴드 마이케루 제임스(일본어: フィッツジェラルド 舞行龍 ジェームズ 핏쓰제라루도 마이케루 제무즈[*])이다.

## 클럽 경력
마이클 피츠제럴드는 2008시즌을 앞두고 알비렉스 니가타에 입단하면서 커리어를 시작했다.2009시즌을 앞두고 일본 축구 대학에 임대되었으며 2010시즌, 2011시즌에는 일본 풋볼 리그의 츠바이겐 가나자와로 임대되었다.
2013시즌을 앞두고 일본 풋볼 리그의 V-파렌 나가사키로 임대 이적했다. 이후 2013시즌을 앞두고 J2리그로 승격한 나카사키와의 임대 계약을 연장했다. 2013년 3월 31일 열린 가이나레 돗토리와의 경기에서 J리그 데뷔전을 치렀다.
2013시즌 여름 이적시장을 통해 원 소속팀인 알비렉스 니가타로 임대복귀했다. 임대 복귀 이후 반 시즌 동안 14경기에 출전했으며 2014시즌에도 29경기에 출전했다. 2015년 9월 2일에 열린 우라와 레드 다이아몬드와의 경기에서 프로 데뷔골을 기록했다.
2017시즌을 앞두고 가와사키 프론탈레로 완전이적했다. 하지만 2017시즌 한 경기도 출전하지 못했으며 2018시즌에도 컵 대회 3경기 출전에 그쳤다. 2019년 4월 14일에 열린 사간 도스전에서야 가와사키 입단 이후 첫 리그 경기 출전을 기록했다.
2019시즌 여름 이적시장을 통해 알비렉스 니가타에 입단했다. 알비렉스 입단 이후 마이클은 반 시즌동안 15경기에 출전했다.

## 국가대표팀 경력
2011년 뉴질랜드 축구 국가대표팀에 차출되었다. 2011년 3월 25일에 열린 중국과의 경기에서 국가대표팀 데뷔전을 치렀다.

## 국적
뉴질랜드에서 태어난 마이클 피츠제럴드는 뉴질랜드 국적을 가지고 있었다. 하지만 2013년, 일본에 귀화하면서 일본 국적을 취득했다.

## 수상

### 팀

#### 가와사키 프론탈레
- J1리그 우승: 2017, 2018